# Università della California - Davis
L'Università della California - Davis, comunemente chiamata UC Davis, è un'università pubblica situata a Davis, in California, circa 25km a ovest di Sacramento. 
È stata fondata nel 1905 da alcuni professori provenienti dall'Università della California - Berkeley, ed è nota per le ricerche in campo agroalimentare, biotecnologico, zootecnico, nonché nel campo dell'ingegneria sismica. 
Gli studenti sono più di 30.000 e il campus copre 21km2.